# 長期使用住宅部材標準化推進協議会

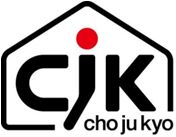
CjKマークは長期使用対応部材（CjK部材）に付けられている

長期使用住宅部材標準化推進協議会（ちょうきしようじゅうたくぶざいひょうじゅんかすいしんきょうぎかい、略称：長住協（ちょうじゅうきょう）、略称：（CjK）は、経済産業省の研究会提言（今後の住宅産業のあり方に関する研究会）に基づき住宅部材・部品の標準（共通）化の推進団体として設立され、住宅メーカー・建材メーカー・住宅設備機器メーカーが一堂に会し、住宅を長く住み継ぐ為に不可欠なメンテナンスを容易にする為、住宅部材の標準（共通）化を推進する目的として2008年7月に発足された。

## 概要
長期使用対応部材の基準書を作成し、CjKマークの付いたCjK部材の普及を促進させている。CjK部材とは長期にわたってメンテナンスを容易にする為に、寸法の互換性をもたせた部品・部材。経済産業省の研究会提言 （今後の住宅産業のあり方に関する研究会）に基づき、住宅部材・部品の標準（共通）化の推進団体として設立された「長期使用住宅部材標準化推進協議会（長住協）」により定めている。

## CjKマーク
このロゴマークは「CHOJUKYO（長住協）」の頭文字に家と人のモチーフを加えデザインされた。“人”をイメージしたCjKの文字を“家”で包み込むことで、安心・快適に暮らせる家を表現している。太く力強い書体には、部材そのものの耐久性や、商品の改廃等に左右されることなく部材を提供する環境を整えていくという強い意志が込められている。カラーは黒と赤の伝統的な日本色を用い、長期使用対応部材の普及において長住協が日本のリーダーとしての役目を果たす事を意味している。さらに、協議会の略称である「CHOJUKYO（長住協）」という文字を加えることで略称を定着させている。

## 委員会・分科会

### 運営委員会
- 使用表示分科会
- 普及広報分科会
- ガイドライン分科会

### 評価委員会
- 部材選定分科会
- 躯体・外装分科会
- 外装開口部分科会
- 内装・内部建具分科会
- 設備分科会